# Colline de la Sabika

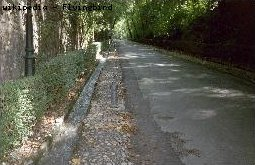
route menant au plateau de la Sabika

La colline de la Sabika est une colline surplombant la ville espagnole de Grenade, en Andalousie. 
Dominant la Vega granadina, et la ville moderne qui s'est développée à ses pieds, elle fait face au quartier antique de l'Albaicin, qui lui ramène à la Grenade primitive (nommée Elvira auparavant).
La colline est séparée en deux par la montée des galets (Cuesta de los Chinos), par lequel gravissaient les artistes, ouvriers et décorateurs de l'Alhambra.

## Descriptif
- Cuesta de los chinos, provenant des pentes de l'Albaicin, traversant le Darro.
- Palais du Généralife, qui peut être considéré comme une annexe hors les murs de l'Alhambra
- plateau de la Sabika
  - l'Alhambra proprement dite
    - entourée d'un mur d'enceinte extérieur (photo prise du pont d'entrée arrière, l'arc est un petit aqueduc alimentant en eau l'Alhambra)
      - premier accès : par l'arrière, portail protégé par un pont passant au-dessus des douves;
      - deuxième accès : par la tour de la Justice;
      - et tours de défense : voir les tours de l'Alhambra.

- jardins de la Sabika sur le flanc opposé au Généralife.
- Portail de la Sabika, entrée sur la colline, séparant la ville basse de Grenade avec les jardins de la Sabika.

## La chaise du Maure
La chaise du Maure (silla del Moro) est le toponyme d'un endroit situé beaucoup plus haut sur la colline. On raconte que, pendant son règne, Boabdil, le Maure pour les Espagnols, vint s'asseoir à cet endroit pour contempler de haut le désastre de la révolte dans sa ville pendant une insurrection qui avait embrasé Grenade et les palais nasrides.